# Pittore della Gorgone

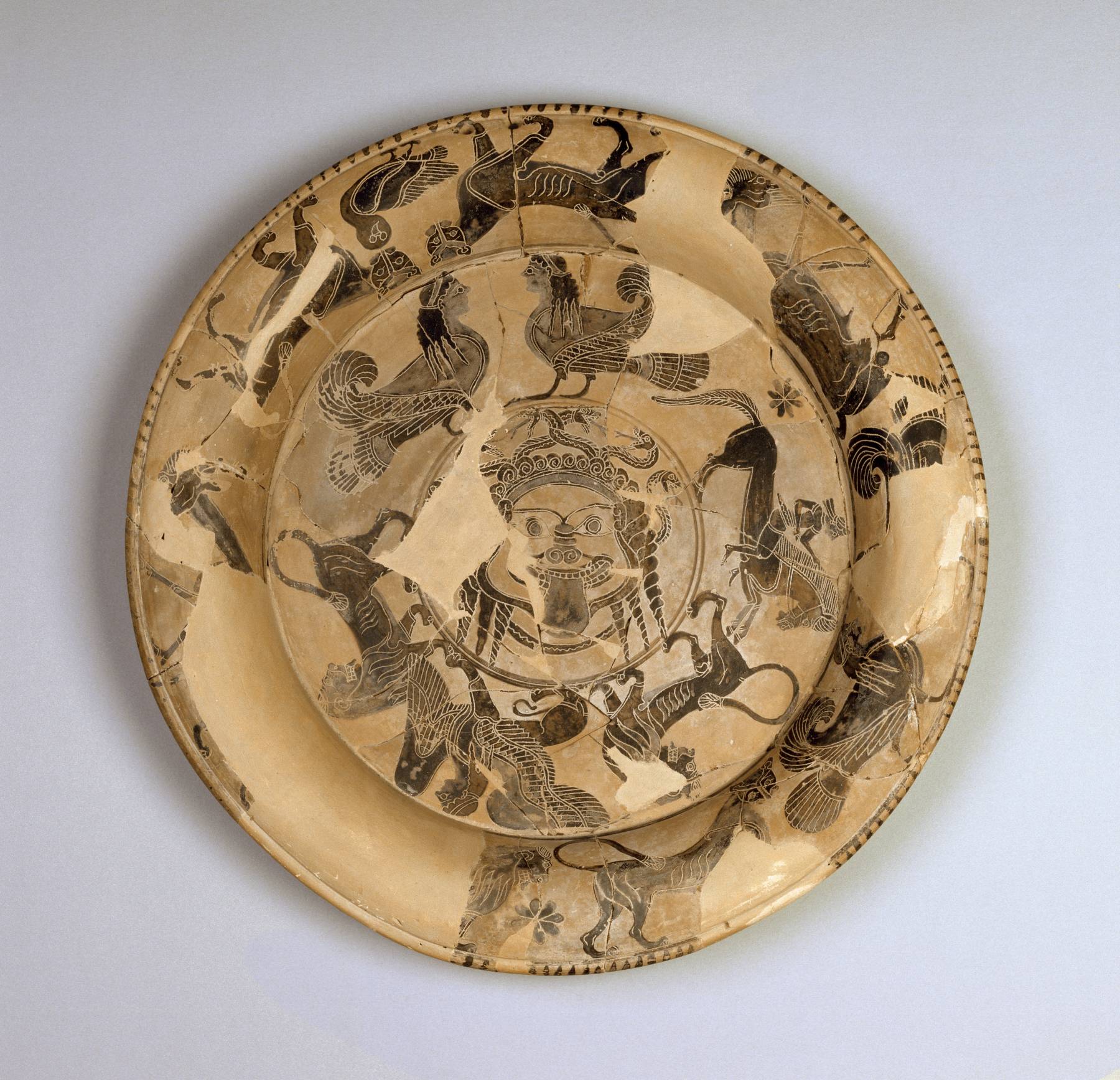
Pittore della Gorgone, piatto a figure nere con gorgoneion centrale e doppio fregio animalistico. Baltimora, Walters Art Museum 48.215.

Pittore della Gorgone (fl. 600 a.C. / 580 a.C.) è il nome convenzionale attribuito ad un ceramografo attico attivo ad Atene; il suo vaso eponimo è il Dinos del Pittore della Gorgone.

## Attività
Continuatore della tradizione ateniese del Pittore di Nesso,  il Pittore della Gorgone fu uno dei primi ceramografi attici a figure nere; i dati raccolti presso l'Archivio Beazley evidenziano un elevato numero di pezzi attribuiti. La tipologia dell'ornamentazione fitomorfa è derivata dal Pittore di Nesso e mostra una forte influenza corinzia, ma rispetto a quest'ultimo la decorazione del Pittore della Gorgone appare maggiormente convenzionale e si sviluppa, nelle opere migliori, particolarmente nella tipologia del fregio con un minore utilizzo della minuta ornamentazione di riempimento; inoltre il Pittore della Gorgone mostra una particolare tendenza verso le composizioni semplici e simmetriche che preludono ai capolavori successivi di un autore come Kleitias. Le sue figure di animali ricordano da vicino lo stile animalistico corinzio.

## Bibliografia

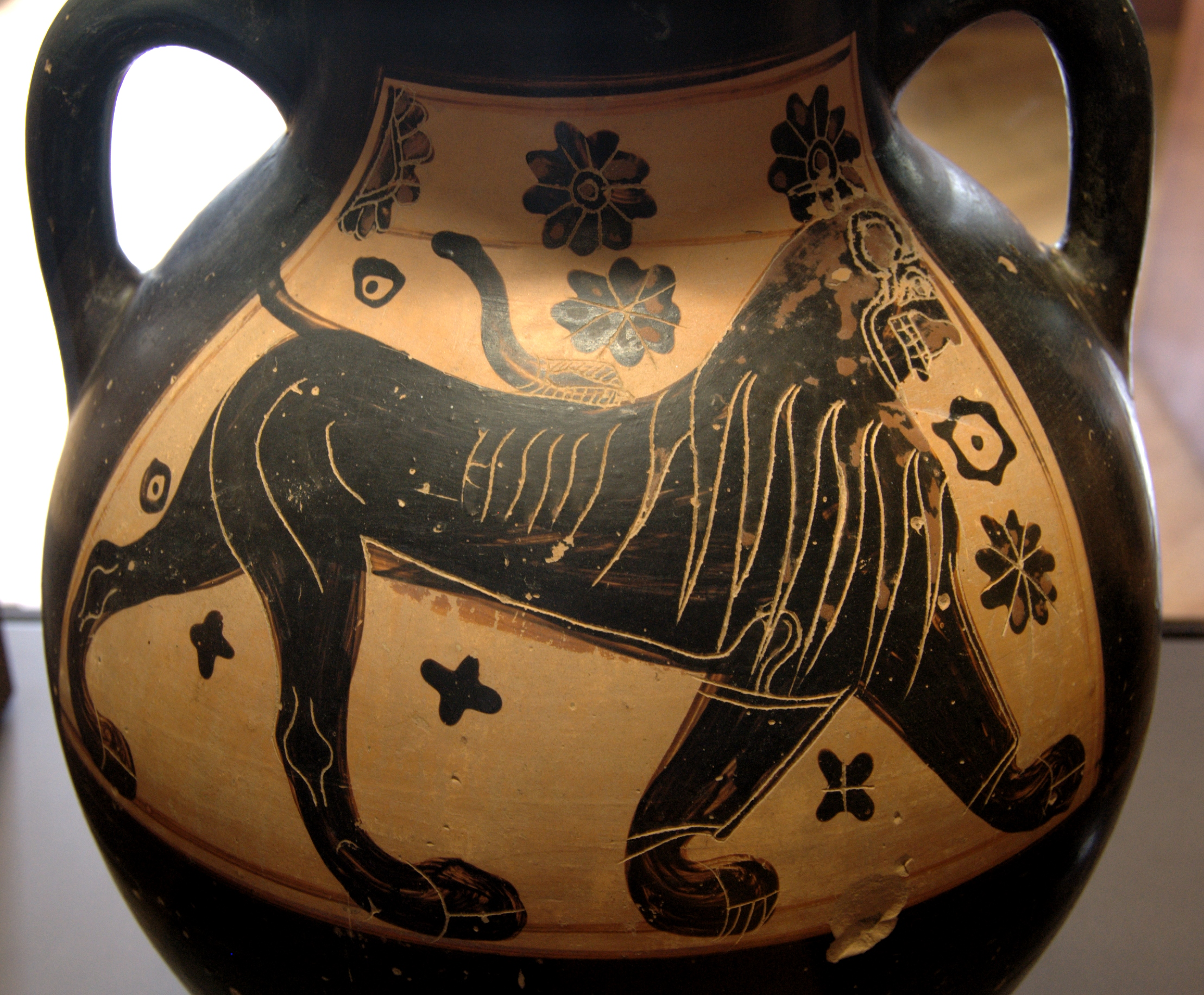
Pittore della Gorgone, anfora a profilo continuo a figure nere. Parigi, Museo del Louvre CA3327.